# George William Howlan

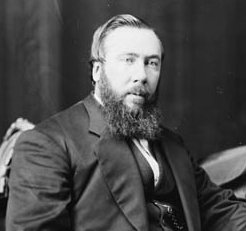
George William Howlan

George William Howlan (* 19. Mai 1835 in Waterford, Irland; † 11. Mai 1911 in Charlottetown, Prince Edward Island) war ein kanadischer Politiker. Von 1873 bis 1894 war er kanadischer Senator, danach amtierte er bis 1899 als Vizegouverneur der Provinz Prince Edward Island.

## Biografie
1839 wanderte Howlan zusammen mit seinen Eltern aus. Nach Beendigung seiner Schulzeit arbeitete er als Verkäufer und Handelsangestellter. Schließlich gründete er in Alberton ein eigenes Handelsunternehmen. Neben seinen verschiedenen unternehmerischen Aktivitäten vertrat Howlan als Vizekonsul auch die Interessen von Dänemark, Norwegen und Schweden in der Provinz Prince Edward Island. 1863 wurde er zum Parlamentsabgeordneten der damaligen Kolonie gewählt, ab 1867 gehörte er der Regierung an. 1873 war er Mitglied jener Delegation, die in Ottawa den Beitritt von Prince Edward Island zur Kanadischen Konföderation aushandelte.
Im September 1873 kandidierte Howlan für einen Sitz im kanadischen Unterhaus, unterlag aber knapp. Einen Monat später erfolgte jedoch die Ernennung zum Senator. Er setzte sich für den Bau eines Eisenbahntunnels unter der Northumberlandstraße ein, der Prince Edward Island mit dem Festland verbinden sollte. Darin sah er eine Möglichkeit, die wirtschaftliche Entwicklung der Provinz zu fördern; die Idee ging jedoch bald vergessen. Im Februar 1891 wollte er sich ein zweites Mal ins Unterhaus wählen lassen, blieb aber wiederum erfolglos. Generalgouverneur Lord Aberdeen vereidigte Howlan am 21. Februar 1894 als Vizegouverneur von Prince Edward Island. Dieses repräsentative Amt übte er bis zum 23. Mai 1899 aus.